# Coniopteryx tillyardi
Coniopteryx tillyardi är en insektsart som beskrevs av Meinander 1972. Coniopteryx tillyardi ingår i släktet Coniopteryx och familjen vaxsländor. Inga underarter finns listade i Catalogue of Life.